# 콩고 축구 연맹
콩고 축구 연맹(프랑스어: Fédération Congolaise de Football, FECOFOOT)은 콩고 공화국의 축구를 관장하는 기관이다. 1962년에 설립되었으며 1964년에는 FIFA에, 1966년에는 CAF에 가맹하였다. 국가별 축구 리그와 국가대표팀을 조직하고 있다.

## 역사
1962년에 설립된 콩고 축구 연맹은 13명의 회장이 이끌었는데, 그들 중 실베스트르 음봉고와 토마 질베르 망쿤디아와 같은 몇몇은 여러 임기를 역임했다. 그것은 스포츠부가 개입하고 임시 위원회를 설치하도록 이끈 몇 차례의 위기를 경험했다.
1962년 이전까지 콩고 축구는 조직에서 몇 페이지를 잘 쓴 두 명의 유명인에 의해 운영되었다. 1950년부터 1955년까지 브라자빌 리그의 회장을 역임한 자크 은딩가하트와 특히 콩고 축구 조직에 중요한 역할을 했던 프랑스령 적도 아프리카의 축구 부총재 파파 오딘이 있다.